# Sparkasse Ostunterfranken
Die Sparkasse Ostunterfranken war ein öffentlich-rechtliches Kreditinstitut mit Sitz in Haßfurt in Bayern. Ihr Geschäftsgebiet war der Landkreis Haßberge. Im Jahre 2018 wurden die Sparkassen Ostunterfranken und Schweinfurt zur Sparkasse Schweinfurt-Haßberge vereinigt.

## Organisationsstruktur
Die Sparkasse Ostunterfranken war eine Anstalt des öffentlichen Rechts. Rechtsgrundlagen waren das Sparkassengesetz, die bayerische Sparkassenordnung und die durch den Träger der Sparkasse erlassene Satzung. Organe der Sparkasse waren der Vorstand und der Verwaltungsrat.

## Geschäftsausrichtung
Die Sparkasse Ostunterfranken betrieb als Sparkasse das Universalbankgeschäft.

## Sparkassen-Finanzgruppe
Die Sparkasse Ostunterfranken war Teil der Sparkassen-Finanzgruppe. Sie vertrieb daher z. B. Bausparverträge der LBS, offene Investmentfonds der Deka und vermittelte Versicherungen der Versicherungskammer Bayern. Die Funktion der Sparkassenzentralbank nahm die Bayerische Landesbank wahr.